# Парижский вестник
Парижский вестник — название нескольких русскоязычных газет, издававшихся в Париже русской эмиграцией:

## 1910—1914
Социал-демократическая, издатель В. Белой, редактор в 1911 г. Г. С. Хрусталёв-Носарь.

## 1925—1926
С подзаголовком фр. Messager russe de Paris. Пробольшевистская, выпускалась при поддержке советского посольства.
В газете публиковались В. Маяковский, А. Луначарский, И. Эренбург, А. Нюренберг, А. Кусиков и др.

## 1942—1944
С подзаголовком фр. Le courrier de Paris, нем. Pariser Beobachter, издатель — Управление делами русской эмиграции во Франции (Г. С. Жеребков).
Издавалась с 14 июня 1942 года по 12 августа 1944 года во время немецкой оккупации и занимала пронацистскую позицию. Должность главного редактора занимали последовательно П. Н. Богданович, О. В. Пузино, Н. В. Пятницкий.
В газете периодически публиковали свои статьи генерал П. Н. Краснов, писатели И. С. Шмелёв и Илья Сургучёв, поэты Валентин Горянский, Георгий Евангулов и Николай Туроверов, философ Георгий Мейер, художник Александр Бенуа, балетмейстер Сергей Лифарь и ряд других деятелей. Также активно освещалась деятельность РОА.